# Elophila occidentalis
Elophila occidentalis là một loài bướm đêm trong họ Crambidae.